# Segermes
Segermes (łac. Diocesis Segermitanus) – stolica historycznej diecezji we Cesarstwie rzymskim w prowincji Byzacena, współcześnie w Tunezji. Obecnie katolickie biskupstwo tytularne.

## Biskupi
| Lp. | Biskup                  | Funkcja                                              | Od                | Do                   |
| --- | ----------------------- | ---------------------------------------------------- | ----------------- | -------------------- |
| 1   | Luigi Rovigatti         | biskup pomocniczy Tarquinia i Civitavecchia (Włochy) | 23 maja 1966      | 10 lutego 1973       |
| 2   | Jean Cadilhac           | biskup pomocniczy Awinionu (Francja)                 | 15 września 1973  | 16 marca 1978        |
| 3   | Renato Raffaele Martino | nuncjusz apostolski urzędnik Kurii Rzymskiej         | 14 września 1980  | 21 października 2003 |
| 4   | Josef Clemens           | urzędnik Kurii Rzymskiej                             | 25 listopada 2003 |                      |